# Jean Brusselmans
Jean Brusselmans (Brüsszel, 1884 június 13. – Dilbeek,  1953 január 9. ) belga, flamand festőművész.
Brusselmans pályáját vésnökként és litográfusként kezdte, majd 1904 után áttért a festészetre. A brüsszeli akadémián végzett tanulmányokat. Korai munkái (1900 és 1912 között) a realizmus és az impresszionizmus körébe sorolhatók. 1912 és 1920 között az úgynevezett brabanti fauvizmus áramlatához csatlakozott, többek között Auguste Oleffe, Rik Wouters és Ferdinand Schirren festőkhöz fűződő barátsága révén. 1920-tól kialakította saját egyéni stílusát, amit geometrikus, stilizált kompozíciók, nagy színfoltok és konstruktív ecsetvonások jellemeznek. 
1924-től haláláig Dilbeekben élt.
Életében kevés elismeréssel találkozott, nehezen tudta eladni műveit, de halála után az egyik legnagyobb 20. századi belga festőnek ismerték el.

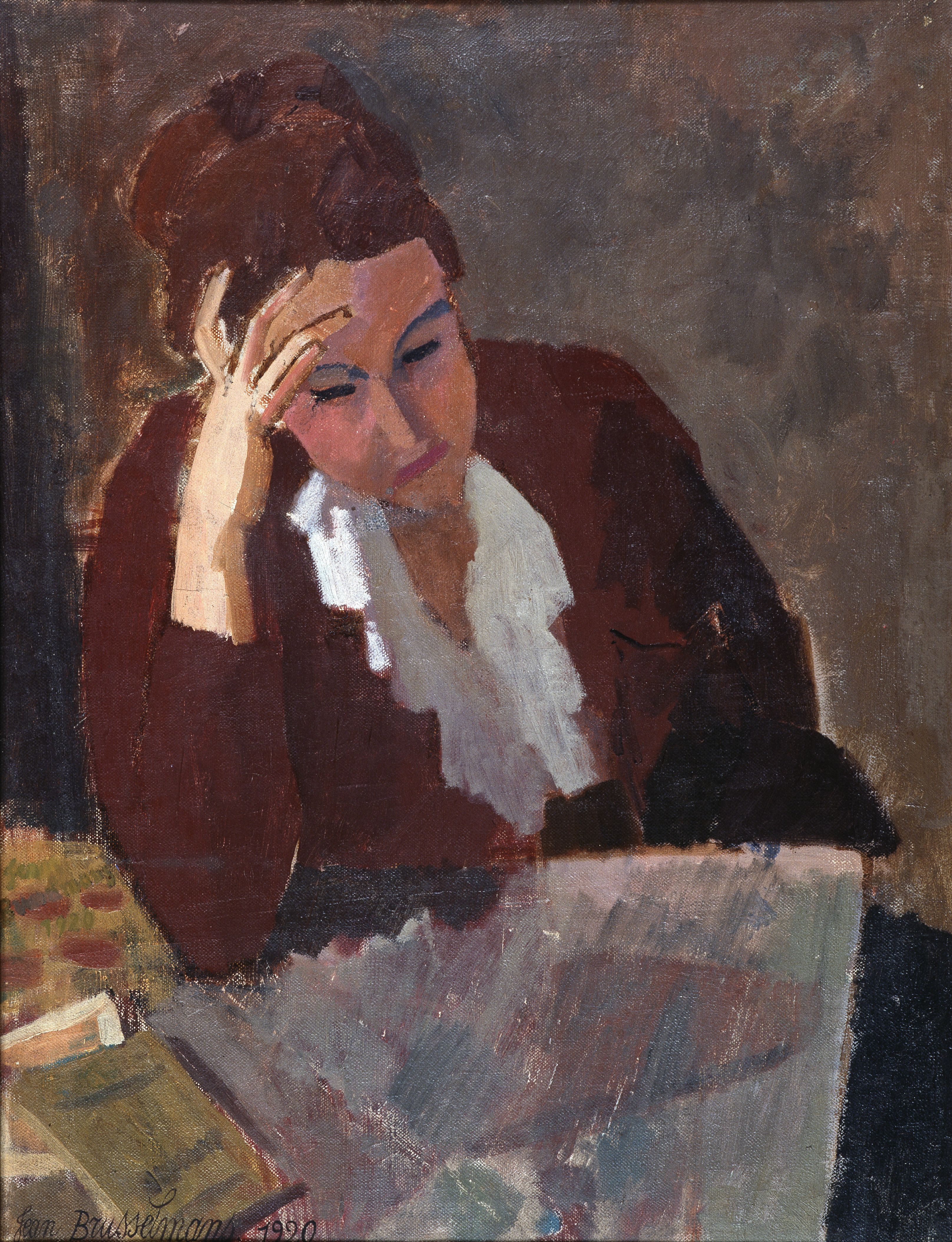
Hajló nő
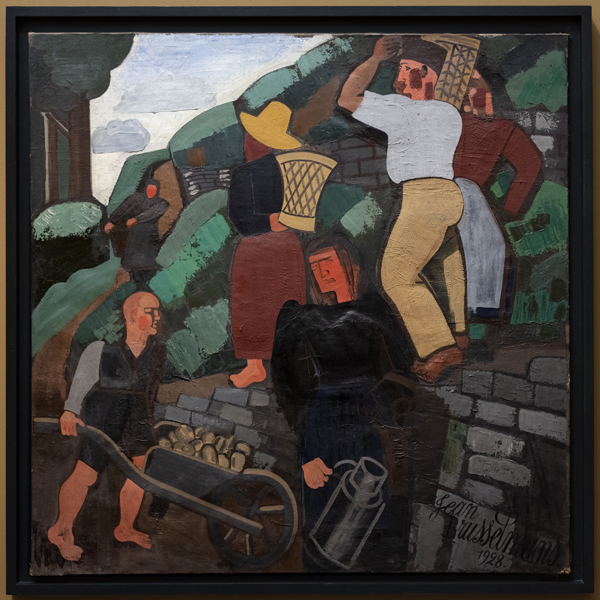
Parasztok
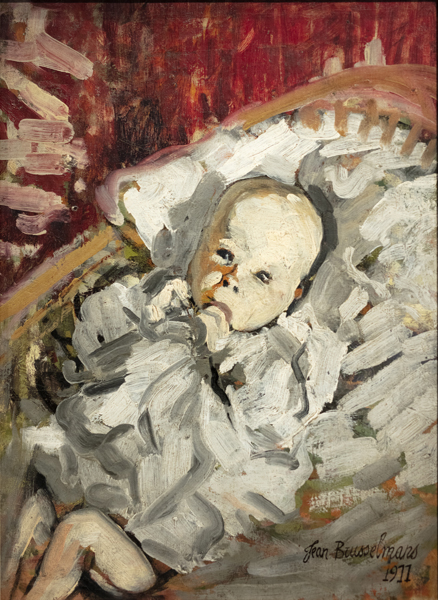
Gyermek a bölcsőben
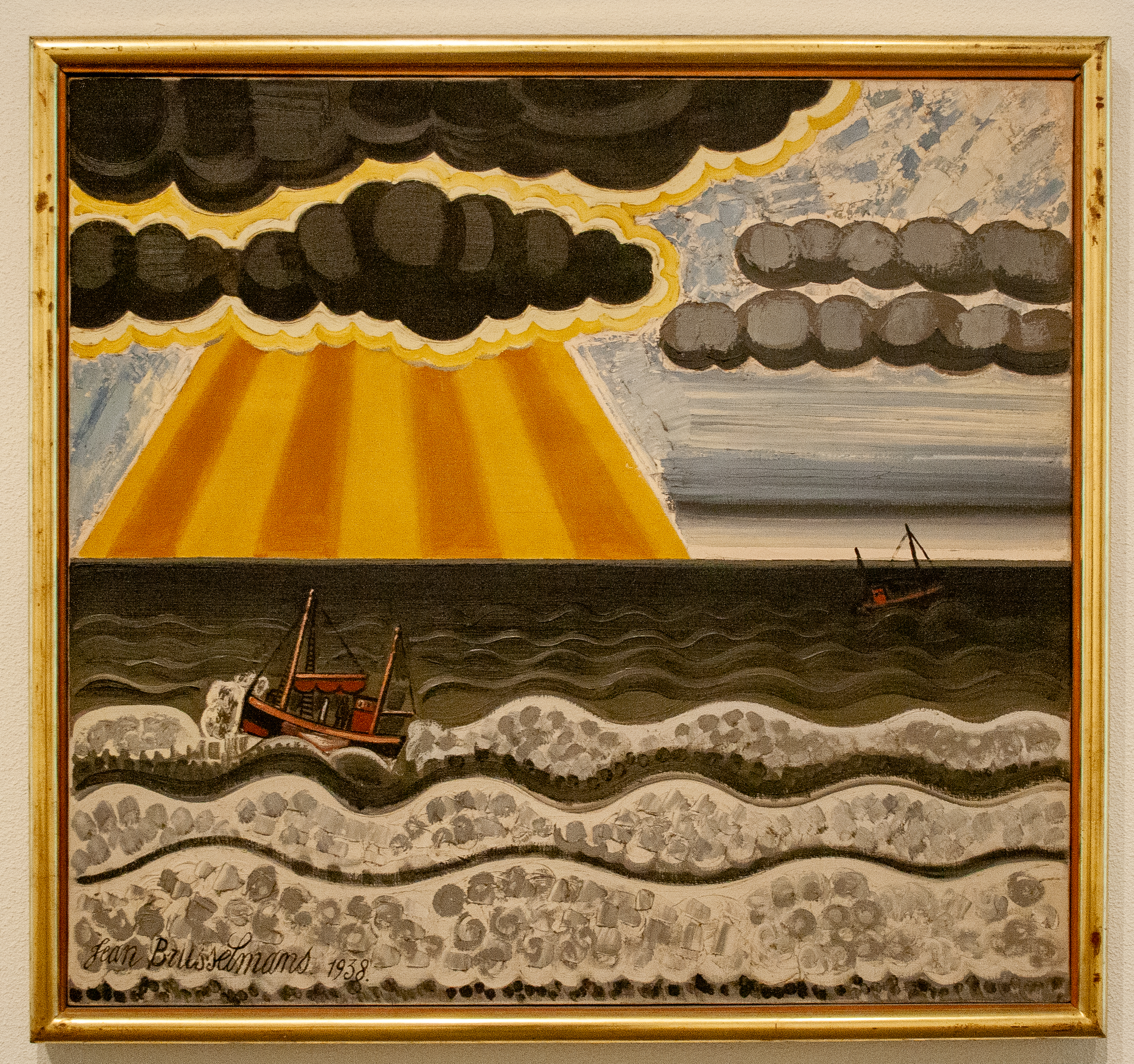
A vihar
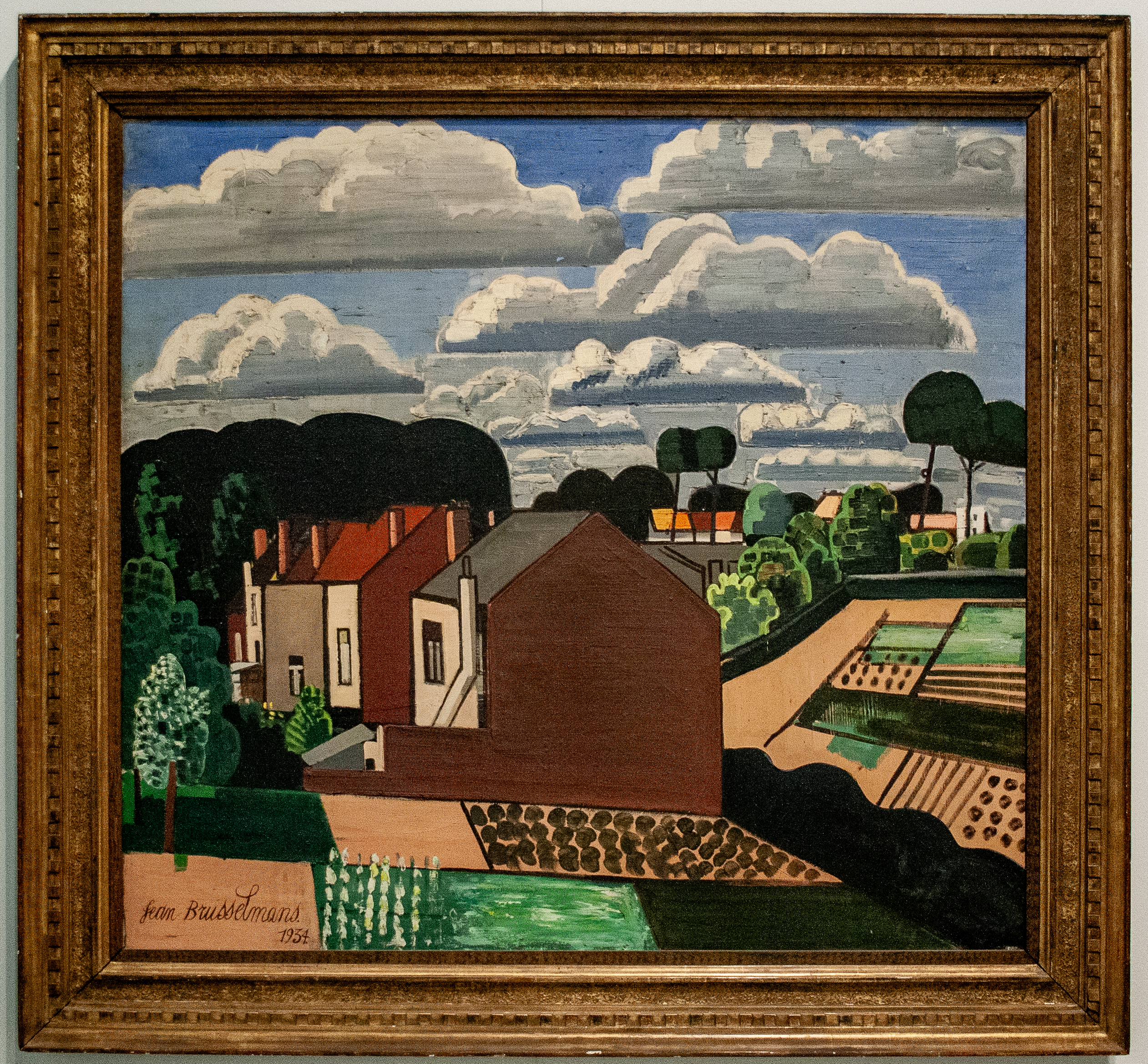
Tavasz

## Fordítás
- Ez a szócikk részben vagy egészben  a   Jean Brusselmans című holland Wikipédia-szócikk ezen változatának fordításán alapul.  Az eredeti cikk szerkesztőit annak laptörténete sorolja fel. Ez a jelzés csupán a megfogalmazás eredetét és a szerzői jogokat jelzi, nem szolgál a cikkben szereplő információk forrásmegjelöléseként.